# Darvin Moon
Darvin Moon (* 1. Oktober 1963 in Oakland, Maryland; † 19. September 2020) war ein US-amerikanischer Holzfäller und Pokerspieler.

## Werdegang
Moon erreichte im Juli 2009 bei der World Series of Poker im Rio All-Suite Hotel and Casino am Las Vegas Strip beim Main Event den Finaltisch, der Anfang November 2009 ausgespielt wurde. Dort belegte er hinter seinem Landsmann Joe Cada den zweiten Platz und erhielt ein Preisgeld von knapp 5,2 Millionen US-Dollar. Mit seiner Frau lebte der als Holzfäller arbeitende Moon vor seinem Turniererfolg in einem Wohnwagen am Fuße des Backbone Mountain und besaß Verbindlichkeiten in Höhe von rund 35.000 US-Dollar. Anschließend blieben größere Erfolge in seiner Pokerkarriere aus, seine letzte Live-Geldplatzierung erzielte er im Juni 2016.
Moon starb am 19. September 2020 im Alter von 56 Jahren an einem Blutgerinnsel nach einer Operation.